# Bourkika
Bourkika (în arabă بورقيقة) este o comună din provincia Tipaza, Algeria.
Populația comunei este de 22.118 locuitori (2008).